# Evodinus
Evodinus is een kevergeslacht uit de familie van de boktorren (Cerambycidae). De wetenschappelijke naam van het geslacht werd voor het eerst geldig gepubliceerd in 1850 door LeConte.

## Soorten
Evodinus omvat de volgende soorten:
- Evodinus borealis (Gyllenhal, 1827)
- Evodinus clathratus (Fabricius, 1793)
- Evodinus lanhami Lewis, 1976
- Evodinus monticola (Randall, 1838)